# Oceania Cup 2015
Oceania Cup 2015 – szósty turniej z cyklu Oceania Cup, międzynarodowe zawody rugby union organizowane przez Oceania Rugby dla rozwijających się zespołów z Oceanii, które odbyły się w dniach 22–30 sierpnia 2015 roku w Port Moresby.

## Informacje ogólne
Papua New Guinea Rugby Football Union otrzymał prawo do organizacji zawodów na początku sierpnia 2015 roku, jednocześnie ogłoszono uczestników oraz harmonogram rozgrywek. Cztery uczestniczące zespoły rywalizowały systemem kołowym w ciągu trzech meczowych dni. Zwycięzca meczu zyskiwał cztery punkty, za remis przysługiwały dwa punkty, porażka nie była punktowana, a zdobycie przynajmniej czterech przyłożeń lub przegrana nie więcej niż siedmioma punktami premiowana była natomiast punktem bonusowym.
W zawodach niepokonana okazała się reprezentacja gospodarzy.

## Mecze
| 22 sierpnia 201513:00 | Wyspy Salomona | 15:30 | Samoa Amerykańskie | Hubert Murray Stadium, Port Moresby |
| 22 sierpnia 201513:00 |                | 15:30 |                    | Hubert Murray Stadium, Port Moresby |

| 22 sierpnia 201515:30 | Papua-Nowa Gwinea | 32:10 | Polinezja Francuska | Hubert Murray Stadium, Port Moresby |
| 22 sierpnia 201515:30 |                   | 32:10 |                     | Hubert Murray Stadium, Port Moresby |

| 26 sierpnia 201513:00 | Polinezja Francuska | 36:12 | Wyspy Salomona | Hubert Murray Stadium, Port Moresby |
| 26 sierpnia 201513:00 |                     | 36:12 |                | Hubert Murray Stadium, Port Moresby |

| 26 sierpnia 201515:30 | Papua-Nowa Gwinea | 36:22 | Samoa Amerykańskie | Hubert Murray Stadium, Port Moresby |
| 26 sierpnia 201515:30 |                   | 36:22 |                    | Hubert Murray Stadium, Port Moresby |

| 30 sierpnia 201513:00 | Samoa Amerykańskie | 8:20 | Polinezja Francuska | Hubert Murray Stadium, Port Moresby Sędzia: Kavenei Talemaivalagi |
| 30 sierpnia 201513:00 |                    | 8:20 |                     | Hubert Murray Stadium, Port Moresby Sędzia: Kavenei Talemaivalagi |

| 30 sierpnia 201515:30 | Papua-Nowa Gwinea | 58:19 | Wyspy Salomona | Hubert Murray Stadium, Port Moresby Sędzia: James Bolabiu |
| 30 sierpnia 201515:30 |                   | 58:19 |                | Hubert Murray Stadium, Port Moresby Sędzia: James Bolabiu |